# Plzeň-jih
Plzeň-jih (tjeckiska: okres Plzeň-jih) är ett distrikt i Tjeckien. Det ligger i regionen Plzeň, i den västra delen av landet, 90 km sydväst om huvudstaden Prag. Antalet invånare är 68 730. Arean är 990 kvadratkilometer.
Terrängen i Plzeň-jih är kuperad österut, men västerut är den platt.
Plzeň-jih delas in i:
- Oplot
- Zemětice
- Štěnovice
- Čížkov
- Únětice
- Útušice
- Čmeliny
- Skašov
- Řenče
- Žinkovy
- Životice
- Tojice
- Týniště
- Jarov
- Chotěšov
- Milínov
- Míšov
- Nepomuk
- Blovice
- Bolkov
- Borovno
- Mladý Smolivec
- Srby
- Kozlovice
- Střížovice
- Vlčí
- Louňová
- Stod
- Dobřany
- Přeštice
- Chlum
- Chlumy
- Chlumčany
- Chocenice
- Hradiště
- Dněsice
- Dolce
- Drahkov
- Otěšice
- Lužany
- Radkovice
- Vrčeň
- Vlčtejn
- Neurazy
- Nezdřev
- Nová Ves
- Honezovice
- Hradec
- Spálené Poříčí
- Kasejovice
- Nebílovy
- Nové Mitrovice
- Sedliště
- Klášter
- Kotovice
- Kramolín
- Letiny
- Lisov
- Ptenín
- Líšina
- Horní Lukavice
- Nezdice
- Mileč
- Mohelnice
- Měcholupy
- Nekvasovy
- Netunice
- Ves Touškov
- Třebčice
- Oselce
- Vstiš
- Předenice
- Prádlo
- Polánka
- Přestavlky
- Buková
- Seč
- Střelice
- Soběkury
- Horšice
- Ždírec
- Dolní Lukavice
- Merklín
- Zdemyslice
- Příchovice
- Kbel
- Čižice
- Žákava
- Roupov
- Borovy

Följande samhällen finns i Plzeň-jih:
- Nepomuk
- Dolní Lukavice